# Zbór Chrześcijańskiej Wspólnoty Zielonoświątkowej w Kłodzku
Zbór Chrześcijańskiej Wspólnoty Zielonoświątkowej w Kłodzku – zbór  Chrześcijańskiej Wspólnoty Zielonoświątkowej działający w Kłodzku.

## Historia
W wyniku przesiedleń na Ziemie Odzyskane i repatriacji ludności, w latach 50. XX wieku w Kłodzku znaleźli się ewangeliczni chrześcijanie zamieszkali uprzednio na Wołyniu, w Kazachstanie i na Syberii. Zawiązała się między nimi społeczność i rozpoczęto prowadzenie spotkań modlitewnych w domach prywatnych. Z czasem nawiązano kontakty ze zbiorami funkcjonującymi w Legnicy, Nysie, Opolu, Wrocławiu oraz na Górnym Śląsku. Wkrótce w Kłodzku powstał samodzielny zbór, którego pastorem do swojej śmierci w 1976 pozostawał Kazimierza Moraczewski z Polanicy-Zdroju. Również w 1976 doszło do nawrócenia Krzysztofa Kwietnia, który niedługo potem stał się kolejnym pastorem kłodzkiego zboru. Do końca lat 70. XX wieku nabożeństwa wspólnoty miały charakter spotkań domowych i prowadzone były co tydzień w innym mieszkaniu prywatnym na terenie Kotliny Kłodzkiej. Brało w nich udział około 20 osób.
W 1980 spotkania zboru zostały przeniesione na stałe do domu rodziny Gałowskich we wsi Żelazno, a wspólnota została w związku z tym przemianowana na zbór w Żelaźnie. Nieruchomość ta stanowiła siedzibę zboru do 1992, a organizowane tu nabożeństwa gromadziły około 35 uczestników. Prowadzone były kolonie i spotkania młodzieżowe określane mianem „kursów”.
W 1992 zbór pozyskał od urzędu miejskiego lokal zlokalizowany przy Rynku w Kłodzku, zlokalizowany w sąsiedztwie kamienicy „Pod Murzynem”. Znajdująca się tam sala, z powodu wystroju określana przez członków zboru mianem „katakumb”, została przystosowana na potrzeby prowadzenia nabożeństw, a pierwsze z nich miało tam miejsce w czerwcu 1992. W 2003 wspólnota opuściła salę przy Rynku z powodu awarii technicznej w lokalu, którego użytkowanie nie było dalej możliwe. Kolejną lokalizacją zboru stał się wówczas lokal „Klubiu Seniora” przy ul. Armii Krajowej, gdzie spotykano się przez kolejne dwa lata. Ostatecznie zbór uruchomił dom modlitwy przy ul. Rodzinnej 73–75 na Osiedlu Kruczkowskiego. Na początku lat 20. XXI wieku frekwencja na nabożeństwach wynosiła 50–80 osób.

## Działalność
Pastorem zboru jest Krzysztof Kwiecień, natomiast stanowisko zastępcy pastora pełni Waldemar Kempski. Nabożeństwa odbywają się trzy razy w tygodniu w domu modlitwy zlokalizowanym przy ul. Rodzinnej 73-75. Prowadzone są szkółki niedzielne oraz spotkania młodzieżowe. Organizowane są też zajęcia integracyjne dla dzieci i młodzieży, jak również ogólnopolskie konferencje młodzieżowe i studenckie.
Od 1999 zbór włącza się w akcję charytatywną „Gwiazdkowa Niespodzianka” (Samaritan’s Purse) na terenie powiatu kłodzkiego. Od 2008 prowadzi działania pomocowe dla sierot i wdów w zachodniej części Ugandy. Funkcjonuje także misja więzienna, angażująca się w pracę ewangelizacyjną pośród osadzonych w Zakładzie Karnym w Kłodzku. Wspólnota organizuje również konferencje szkoleniowo-integracyjne dla chrześcijańskich pracowników prowadzących służbę w więzieniach oraz pośród osób bezdomnych i uzależnionych.
Przy zborze działa Oddział Międzynarodowego Stowarzyszenia Gedeonitów, zajmujący się dystrybucją egzemplarzy Nowego Testamentu. Od 2011 prowadzone są coroczne czerwcowe konferencje dla rodzin chrześcijańskich, w których biorą udział członkowie miejscowej wspólnoty oraz zboru Dankowicach, jak również zboru Ewangelicznej Wspólnoty Zielonoświątkowej w Walimiu. Prowadzona jest współpraca z Młodzieżowymi Ośrodkami Socjoterapii w Kłodzku i Krosnowicach.
Od 2013 z inicjatywy dyrekcji Specjalistycznego Centrum Medycznego w Polanicy-Zdroju i kierownictwa tamtejszej Kliniki Medycyny Paliatywnej członkowie zboru angażują się w działalność duszpasterską na terenie Kliniki pośród jej pacjentów i personelu.